# Arcadia 2001
O Arcadia 2001 é um consola de jogos da segunda geração de consoles de 8-bit, produzido pela Emerson Radio Corp. É considerado melhor do que o console dominante na época, o Atari 2600, mas perdeu sua posição com o advento do Atari 5200 e o ColecoVision. O sistema de jogos era composto por 51 jogos únicos e 10 variações. Os gráficos eram similares aos do Intellivision e do Odyssey.
O Arcadia não recebeu o seu nome por causa de seu fabricante. A Arcadia Corporation deu o nome para evitar infrações a lei e para evitar processos desnecessários com os fabricantes do Atari e do supercharger. O nome da companhia foi alterado para Starpath.